# João Gaspar (ciclista)
João Marcelo Pereira Gaspar (Sete Quedas, 19 de fevereiro de 1992) é um ciclista sul-matogrossense, conhecido como "Canibal" que atua profissionalmente há mais de 17 anos.
Este ano (2024) saiu vencedor do 1º Circuito de Ciclismo do Pantanal (https://midiamax.uol.com.br/cotidiano/2024/o-ciclismo-me-salvou-conta-atleta-de-ms-que-representou-o-brasil-fora-e-foi-campeao-em-prova-inedita-neste-domingo/).
Considerado um montanhista com boas habilidades no sprint, foi campeão brasileiro sub-23 em 2013 e é o vencedor da Volta Ciclística do Pará de 2013 e das classificações de montanha e sub-23 do Tour do Rio 2013 e da Volta Ciclística de São Paulo de 2014.
Defendeu a seleção brasileira no Campeonato Pan-Americano de Ciclismo de 2013, no México, e também na Vuelta del Maule, no Chile.
É considerado uma das principais promessas do ciclismo de estrada nacional, tendo sido sondado durante o Tour do Rio 2013 para competir na Europa.

## Carreira

### Primeiros anos
João Marcelo Gaspar começou a pedalar em sua cidade natal, Sete Quedas, aos 15 anos de idade, participando da associação de ciclistas do município. Disputando provas locais na categoria juvenil, mostrava talento desde cedo, mas, sem apoio para continuar pedalando, foi forçado a parar e ficou dois anos trabalhando em uma loja de bicicleta em Sete Quedas. Ganhou o apelido de "canibal" na adolescência por conta de seu apetite voraz. Em 2010, voltou a competir, pedalando pelo Clube de Ciclismo de Ponta Porã. Nesse ano, conquistou seu principal resultado vencendo a Copa Cidade Canção de Ciclismo na categoria júnior.
Em 2011, saiu do Mato Grosso do Sul rumo a São Paulo, passando a competir na categoria elite pela Pastorinho - Semepp - Presidente Prudente. Novamente alcançou um bom resultado na Copa Cidade Canção de Ciclismo, agora na elite, sendo o 12º colocado. Na tradicional Prova Ciclística 9 de Julho, conquistou a 8ª colocação, e, no GP Cidade Morena, em Mato Grosso do Sul, foi o 4º. Completou o ano na 54ª colocação no Ranking Brasileiro de Ciclismo de Estrada.

### 2012: Sportix - Assis
Os resultados lhe garantiram uma vaga na Sportix - Assis - AMEA, o que possibilitou a João Marcelo Gaspar competir nas principais provas nacionais. João disse que foi só a partir desse ano que ele passou a obter retorno no ciclismo. Já na primeira prova do calendário, a Copa América de Ciclismo, o ciclista conquistou a 8ª colocação. Dois meses depois, em março, conquistou a vitória no GP Mega 94. Conquistou a classificação de montanha no Giro do Interior de Ciclismo, além de ser 4º colocado em uma das etapas. Os bons resultados continuaram na metade do ano, quando João Gaspar terminou em 9º na Copa Cidade Canção de Ciclismo e 7º na classificação geral da Volta Ciclística do Pará. Com isso, em julho, liderava a Sportix - Assis no Ranking Brasileiro de Ciclismo, estando na 15ª colocação geral e sendo o melhor ciclista sub-23 do ranking.
Na segunda metade do ano, participou do Tour do Rio - terminando entre os 25 primeiros nas 3 primeiras etapas, mas abandonando no 4ª dia - e na Volta Ciclística de São Paulo, na qual liderou a classificação de montanha após a etapa, empatado com o equatoriano Cristian Garcia (que ultrapassava Gaspar nos critérios de desempate, e, por isso, foi quem vestiu a camisa de líder de montanha na 2ª etapa). João Gaspar terminou na 10ª colocação em duas etapas da prova, sendo bastante constante, terminando entre os 25 primeiros em 6 das 8 etapas do evento. O ciclista ainda conquistou um 4º lugar na Prova Governador Dix-Sept Rosado e terminou o ano na 18ª posição do Ranking Brasileiro de Ciclismo, sendo o melhor ciclista sub-23 da classificação e também o melhor da Sportix - Assis - AMEA. Entretanto, a equipe não iria continuar suas atividades no ano de 2013; assim, para o ano seguinte, João Marcelo Gaspar acertou com a Ironage - Colner - Sorocaba, equipe recém criada pelo argentino Edgardo Simon, que corria pela Real Cycling Team, também de Sorocaba, e que também havia cessado suas atividades ao final de 2012.

### 2013-2014: Ironage - Colner
João Marcelo Gaspar estreou com a nova equipe na Copa América de Ciclismo de 2013, chegando a liderar a corrida por alguns momentos durante a 1ª volta, mas acabou não completando a prova. Logo em seguida, participou da Vuelta de San Juan, na Argentina, terminando em 19º na classificação geral como o melhor ciclista sub-23. Ainda em janeiro, tomou parte no Torneio de Verão de Ciclismo, no qual conquistou a 2ª colocação nas duas primeiras etapas - após as quais, era o líder da prova, faltando apenas uma etapa. Mas na última etapa João foi somente o 6º colocado e acabou perdendo a liderança, terminando a prova na 2º colocação da classificação geral. Em março, terminou em 4º lugar na Copa da República de Ciclismo. Voltou a se destacar no Giro do Interior de São Paulo, vencendo duas das três etapas da prova e terminando na 2ª colocação geral, a apenas 1 segundo do vencedor geral, Antônio Nascimento, tendo vestido a camisa de líder por uma etapa. Os bons resultados levaram João Marcelo a ser convocado para representar a seleção brasileira sub-23 no Campeonato Pan-Americano de Ciclismo, no México. O percurso no qual a prova foi disputada era considerado bastante duro, e João acabou abandonando a prova - dos 47 atletas que largaram, somente 10 concluíram o percurso.
Pelo terceiro ano seguido, conquistou um bom resultado na Copa Cidade Canção de Ciclismo, terminando a prova na 5ª colocação. Em seguida, participou da Volta Ciclística do Pará, na qual venceu a classificação geral e duas das três etapas da prova. João Marcelo aparentava estar em boa forma para o Campeonato Brasileiro de Ciclismo de Estrada. De fato, o ciclista da Ironage foi o 9º colocado na prova e o melhor sub-23, se tornando campeão brasileiro de ciclismo da categoria. Em novembro de 2011, Gaspar declararia que a vitória mais marcante em sua carreira até então havia sido a do campeonato brasileiro, considerando que devia a vitória aos companheiros de equipe, que o ajudaram muito. Continuando com a sequência de bons resultados, Gaspar foi o 2º colocado no GP São Paulo Internacional de Ciclismo (Prova Ciclística 9 de Julho). Após esse resultado, o ciclista da Ironage se viu na liderança do Ranking Brasileiro de Ciclismo, mas por pouco tempo, sendo ultrapassado duas semanas depois por Fabiano Mota.
Em agosto, João Marcelo Gaspar participou do Tour do Rio. Ele terminaria a prova na 6ª colocação geral, sendo o segundo melhor brasileiro na classificação geral, e levando a vitória nas classificações de montanha e sub-23. Também conquistou a 3ª colocação na terceira etapa, considerada a principal etapa de montanha da prova. O destaque na prova de nível internacional levou Gaspar a ser considerado a revelação do Tour do Rio, passando a ser considerado uma das principais promessas do ciclismo nacional e chamando o interesse de equipes europeias.
No restante do ano, João Marcelo Gaspar ainda participaria do Desafio das Américas de Ciclismo - no qual venceu a etapa de montanha e foi 2º colocado em outra etapa, terminando na 2ª posição geral e vencendo tanto a classificação de montanha como a sub-23 - e da Vuelta del Maule, no Chile, representando novamente a seleção brasileira. Nessa prova, João conquistou a 2ª colocação em duas etapas - uma delas, um contra-relógio por equipes - e chegou a liderar a classificação de montanha, mas não conseguiu mantê-la até o fim. Ainda assim, auxiliou William Chiarello a conquistar a vitória na classificação geral. Gaspar completou o ano na 5ª colocação no Ranking Brasileiro de Ciclismo, novamente sendo o melhor ciclista sub-23.
Começou o ano de 2014 participando na Vuelta a San Juan, na Argentina, na qual foi o 2º colocado na 5ª etapa, a principal etapa de montanha da prova. Ele então ocupava a 6ª posição na classificação geral e era líder sub-23, mas a Ironage - Colner decidiu abandonar a prova em protesto à eliminação de Edgardo Simon da competição, o que, segundo a equipe, havia sido uma decisão injusta. Em fevereiro, João Gaspar estreou o ano de 2014 para as provas brasileiras participando da Volta Ciclística de São Paulo. Já no primeiro dia de competição, venceu a única meta de montanha da 1ª etapa e se tornou líder da classificação de montanha.

## Principais resultados
2011
4º - GP Cidade Morena
2012
1º  Classificação de Montanha do Giro do Interior de São Paulo
5º - Prova Governador Dix-Sept Rosado
2013
1º  Classificação sub-23 da Vuelta de San Juan
2º - Classificação Geral do Torneio de Verão de Ciclismo
2º - Etapas 1 e 2
4º - Copa da República de Ciclismo
2º - Classificação Geral do Giro do Interior de São Paulo
1º - Etapas 1 e 2
1º  - Prova de Aniversário da FPC
5º - Copa Cidade Canção de Ciclismo
1º  Classificação Geral da Volta Ciclística do Pará
1º - Etapas 2 e 3
1º  Campeonato Brasileiro de Estrada sub-23
2º - GP São Paulo Internacional de Ciclismo
6º - Classificação Geral do Tour do Rio
1º  Classificação de Montanha
1º  Classificação sub-23
3º - Etapa 3
2º - Classificação Geral do Desafio das Américas de Ciclismo
1º  Classificação de Montanha
1º  Classificação sub-23
1º - Etapa 1
2º - Etapa 3
2º - Etapas 2 e 3a (CRE) da Vuelta Ciclista del Maule
5º - Ranking Brasileiro de Ciclismo de Estrada
2014
2º - Etapa 5 da Vuelta a San Juan
3º - Classificação Geral do Volta Ciclística de São Paulo
1º  Classificação de Montanha
1º  Classificação sub-23
1º - Etapa 5